# Bad Kreuzen
Bad Kreuzen – uzdrowiskowa gmina targowa w Austrii, w kraju związkowych Górna Austria, w powiecie Perg. Liczy 2390 mieszkańców (1 stycznia 2015).